# Pseudopulex
Pseudopulex é um gênero fóssil de animais semelhantes à pulgas, com cerca de 10 vezes maiores que as pulgas atuais.